# Goodbye (The Corrs)
"Goodbye" is een single van The Corrs, uitgegeven in 2006, afkomstig van hun verzamelalbum Dreams. Het is een remix van een nummer dat oorspronkelijk op hun album Borrowed Heaven uit 2004 stond. Brian Rawling, die met Cher, Tiziano Ferro, Gloria Estefan, Whitney Houston en Sarah Brightman gewerkt heeft, verzorgde de remix. Het nummer werd alleen uitgegeven als muziekdownload, iets wat leidde tot frustratie bij fans over de hele wereld, doordat deze de single niet konden kopen. De bonusnummers zijn een demoversie van Goodbye, gezongen door Sharon, en een nieuw instrumentaal stuk getiteld Pebble in the Brook.

## Tracklijst
1. "Goodbye (2006 Remix)" 3:45
2. "Goodbye" 4:08
3. "Goodbye (Demo versie)" 3:38
4. "Pebble in the Brook" 3:06

## Muziekvideo
De video voor de single bevat live beeldmateriaal van het concert in Genève, een deel van de tournee "Borrowed Heaven" (2004), samengevoegd met diverse clips van voorafgaande concerten (Lansdowne Road, Ischgl, Londen), opnamesessies en een kijkje achter de schermen van de documentaires All The Way Home en The Right Time.